# نادي سموحة
نادي سموحة الرياضي هو نادٍ رياضي اجتماعي مصري يقع مقره الرئيسي بمنطقة سموحة، ومقره الثاني بالحي الرابع بمدينة برج العرب الجديدة بالإسكندرية في مصر، أنشئ نادي سموحة في عام 1949 ويرأسه حاليًا محمد فرج عامر الذى عاد في إعادة انتخابات على مقعد الرئيس بتاريخ 25 نوفمبر 2022، يشارك النادي بعدة رياضات فردية وجماعية، كما أنه متواجد بالدوري المصري الممتاز بكرة اليد والطائرة والقدم.
على صعيد كرة القدم، شارك الفريق في الدوري المصري الممتاز لأول مرة في موسم 2010–2011، وحقق إنجاز كبير بعدها في موسم 2013–2014 إذ حقق وصافة الدوري خلف للنادي الأهلي. كما وصل لنهائي كأس مصر 2014 ولكن خسره أمام الزمالك. شارك في البطولات الأفريقية مرة واحدة، كانت في دوري أبطال أفريقيا 2015 ووصل فيها إلى دور المجموعات.

## مجلس الإدارة
تأسس نادي سموحة عام 1949، وكانت تسمية هذا النادي ترجع إِلي تأسيسه في حي سموحة بمدينة الإسكندرية، ولأن أول رؤساء النادي في تاريخه يسمي جوزيف سموحة. رَأَسَ فرج عامر نادي سموحة لمدة 23 عاما منذ عام 1998 حتى عام 2021، ليتولى وليد عرفات رئاسة النادي حاليًا. و عاد فرج عامر بعد حل مجلس إدارة النادي بقرار من وزير الرياضة لوجود مخالفات و تم إجراء الانتخابات التي أعادت النادي الي مكانته

## تاريخ فريق الكرة

### في الدرجة الثانية
كان الفريق الأول لكرة القدم قريبًا من التأهل للدوري الممتاز لأول مرة تاريخه في موسم 2008–2009، ولكنه أنهى ذلك الموسم في المركز الثاني خلف نادي المنصورة الذي تأهل بدلًا منه بفارق 3 نقاط فقط. وكان سموحة متفوقًا على المنصورة بفارق كبير بلغ 11 نقطة في بداية الدور الثاني. ثم نجح الفريق أخيرًا في التأهل للمتاز في موسم 2009–2010 تحت قيادة المدير الفني مشير عثمان، وذلك بعد الفوز على ضيفه أبو قير للأسمدة بنتيجة 7–1 قبل مرحلتين على نهاية الموسم.

### الصعود للدوري الممتاز

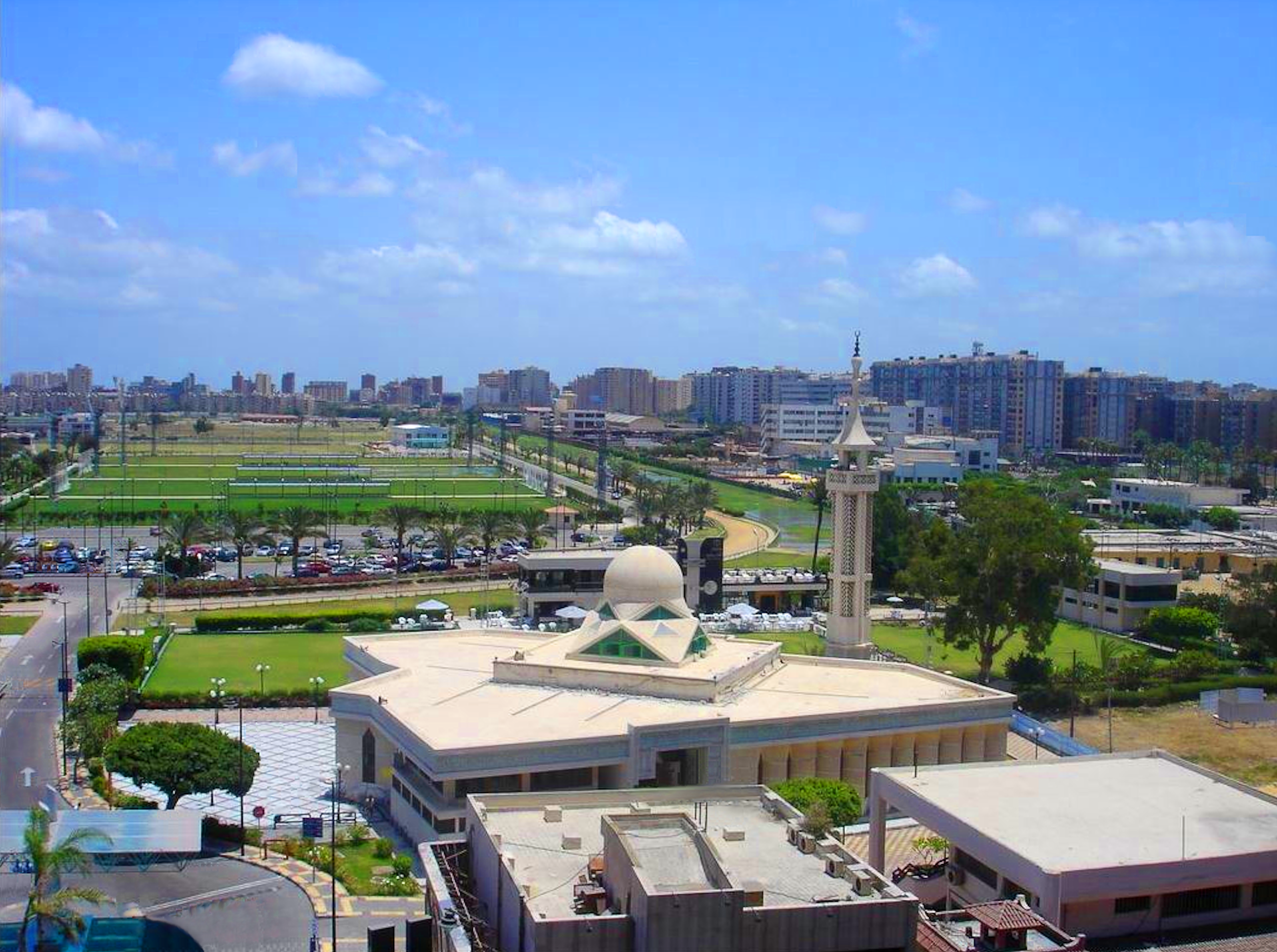
منظر عام للنادي من الداخل

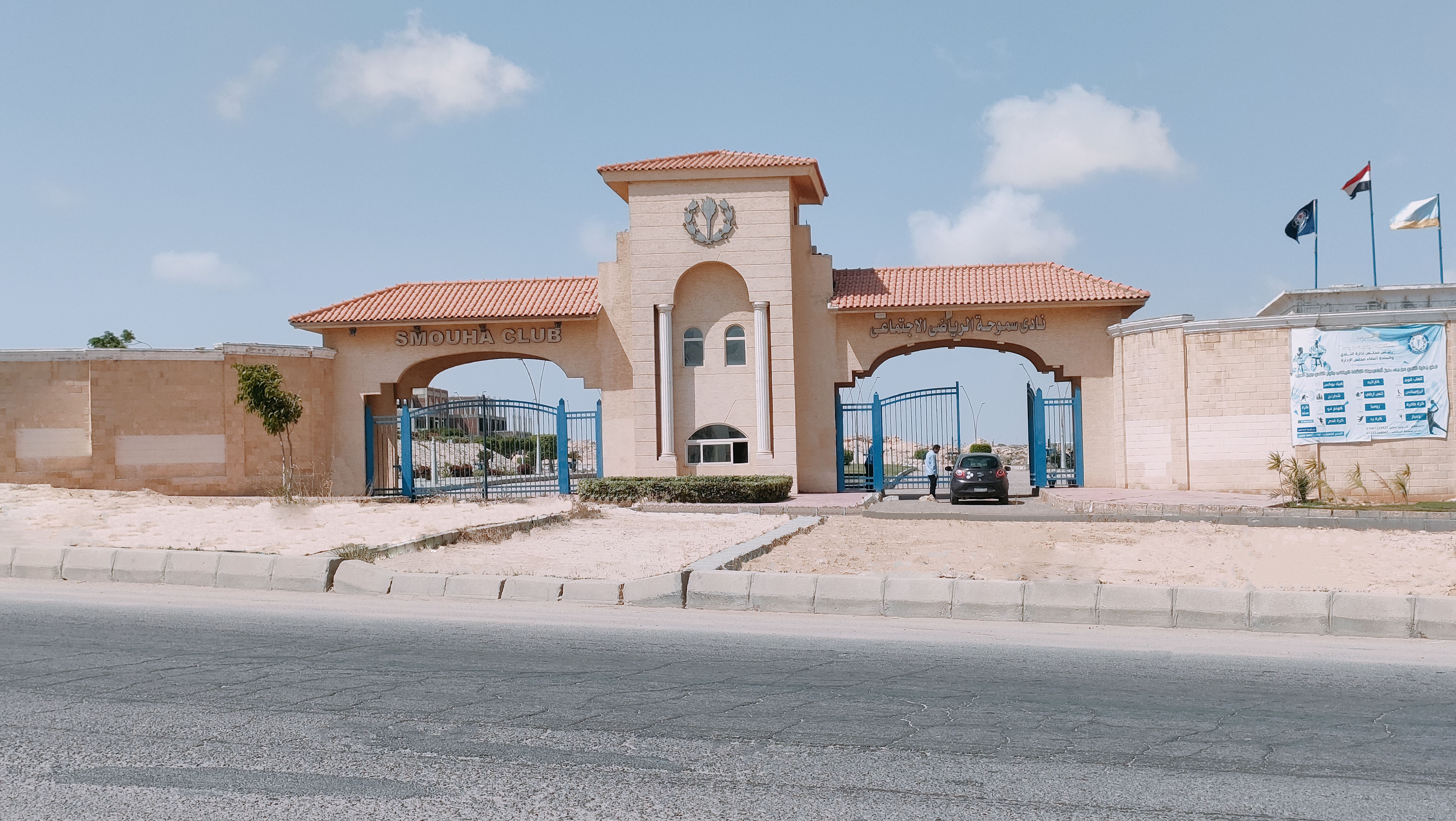
بوابة فرع برج العرب الجديدة

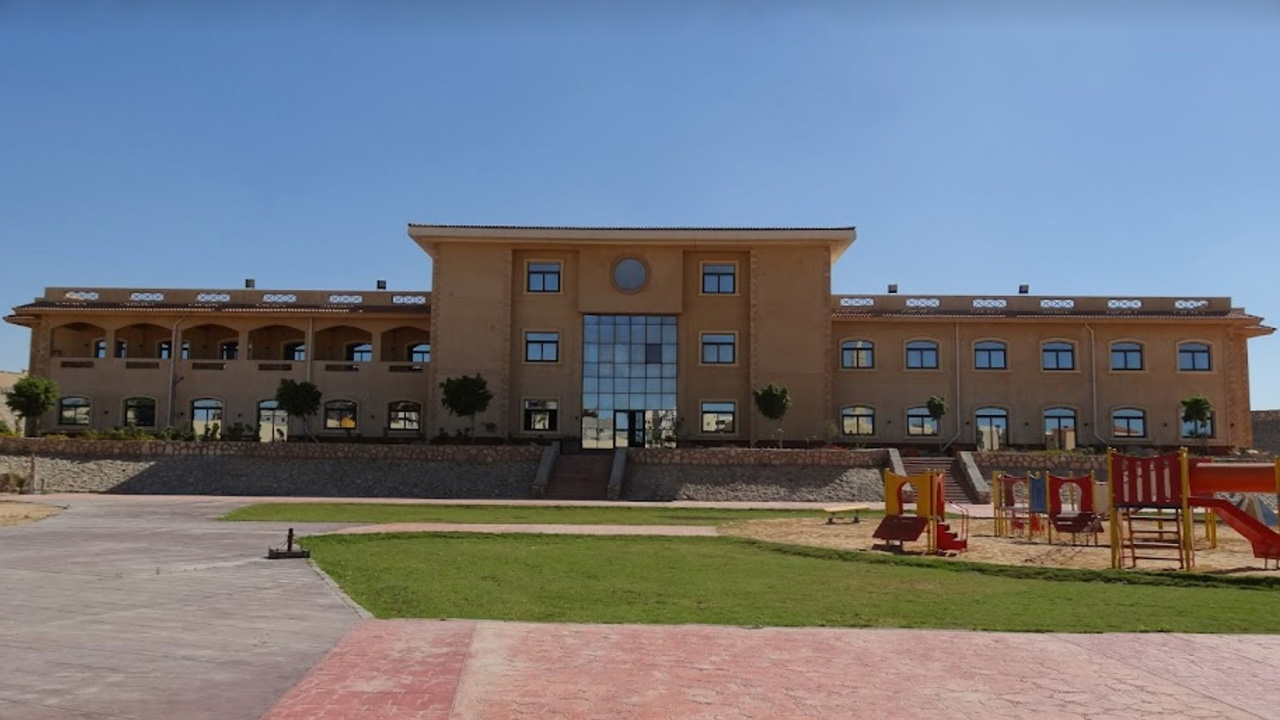
فرع برج العرب الجديدة

الشعار السابق للنادي

أصبح موسم 2010–2011 هو الموسم الأول لسموحة في تاريخه في الدوري الممتاز. واستعدادًا لذلك، أقال سموحة مديره الفني مشير عثمان، وعين المدير الفني الأسبق للمنتخب المصري محسن صالح بديلًا له. كما ضم عدد من اللاعبيين ذوي الخبرة، من بينهم المدافع الدولي السابق بشير التابعي، وهداف الدوري لموسم 2002–2003 أحمد بلال. وبعد المباراة الافتتاحية التي خسرها الفريق أمام الإنتاج الحربي بهدف دون مقابل، قدم محسن صالح استقالته بسبب عدم إمكانية تنسيق وقته مع عمله كمحلل للمباريات في التليفزيون المصري. وخلفه المدرب الفرنسي باتريس نوفو في أغسطس 2010. ولم يستمر نوفو طويلًا مع الفريق، إذ تمت إقالته في نوفمبر بسبب سوء النتائج وحل حمزة الجمل مكانه. وبالرغم من تحسن نتائج الفريق، إلا أن استمرار الفريق مهددًا بالهبوط للدرجة الثانية دفع مجلس الإدارة لإقالة الجمل وتعيين ميمي عبد الرازق مكانه في مايو 2011. وأنهى الفريق الموسم في المركز قبل الأخير، وهو المركز الذي يهبط بصاحبه للدرجة الثانية. إلا أن اتحاد الكرة ألغى الهبوط في هذا الموسم لينجو الفريق من العودة مجددًا للدرجة الثانية.
وفي موسم 2011–2012، حل المدير الفني شوقي غريب مكان ميمي عبد الرازق المُقال في أكتوبر 2011، وذلك بعد مرور 3 مباريات فقط. وبسبب أحداث ستاد بورسعيد 2012، تم إلغاء المسابقة وكان سموحة يحتل حينها المركز ال14 من أصل 19 فريق. واستعدادًا موسم 2012–2013، أنفق النادي 40 مليون جنيه على تدعيم الفريق بعدد من نجوم الدوري، منهم حارس المرمى المخضرم أمير عبد الحميد ولاعب الوسط المهاري محمود عبد الحكيم ولاعب الوسط الدفاعي أيمن سعيد وإلياسو إيسياكا. قدم الفريق موسمًا قويًّا وكاد أن يحجز مكانًا له في الدورة الرباعية المحددة لبطل الدوري، إلا أنه تعادل في آخر مباراة له أمام نادي وادي دجلة ليتأهل نادي إنبي بدلًا منه. وتوقفت المسابقة على أي حال بعد الانقلاب العسكري لدواعي أمنية.

### وصافة الدوري والكأس والمشاركة أفريقيًا
قبل بداية موسم 2013–2014، تولى حمادة صدقي تدريب الفريق خلفًا لشوقي غريب. قاد صدقي الفريق لإنجاز تاريخي إذ تأهل للدورة الرباعية بل ونافس على اللقب حتى صافرة النهاية، الذي خسره في نهاية المطاف لصالح النادي الأهلي بفارق الأهداف. وكان سموحة قد فاز على بتروجيت بنتيجة 4–1، وعلى الزمالك 2–1، قبل التعادل سلبيًّا مع الأهلي في آخر مباريات الدورة الرباعية. وضمنت وصافة الدوري تأهل سموحة لدوري أبطال إفريقيا لأول مرة في تاريخه. واستمرت نتائج الفريق الرائعة في ذلك الموسم، إذ وصل لنهائي الكأس والذي خسره أمام نادي الزمالك بهدف دون رد أحرزه حازم إمام في الدقيقة 88.
شهد موسم 2014–2015 تعاقب عدة مدربين على الفريق، إذ أقيل حمادة صدقي في أكتوبر 2014، وعين الفرنسي دينيس لافاني خلفًا له. لم يستمر لافاني أكثر من 3 أشهر مع الفريق، إذ تمت إقالته في يناير 2015 لسوء النتائج وخلفه حلمي طولان. نجح طولان في قيادة الفريق للتأهل لدور المجموعات في دوري أبطال أفريقيا كإنجاز تاريخي، ولكن سوء نتائج الفريق في الدوري والأزمة بينه وبين مجلس الإدارة دفعت الأخير لإقالته واستبداله بشكل مؤقت بميمي عبد الرازق في يوينو 2015. ثم التعاقد مع محمد يوسف في يوليو. وأنهى الفريق الدوري في مركز متأخر، وهو المركز العاشر. أما في دوري أبطال أفريقيا 2015 التي شارك فيها سموحة لأول مرة، حقق الفريق إنجازًا كبيرًا إذ تأهل لمرحلة المجموعات بعد أن أقصى فرق أهلي طرابلس الليبي، وإنيمبا النيجيري، وإيه سي ليوباردز الكونجولي. ولكن تراجعت نتائج الفريق في دور المجموعات، إذ حل بالمركز الرابع والأخير في مجموعته بعد جمع 4 نقاط فقط ومن ثم ودع البطولة.

## إحصائيات

### الألقاب
- الدوري المصري الممتاز
  -  : الوصيف : 2013–14
- كأس مصر
  -  : الوصيف (2): 2014، 2018

### المشاركة في البطولات المحلية
| تاريخ مشاركة سموحة محليًا منذ 2008 | تاريخ مشاركة سموحة محليًا منذ 2008 | تاريخ مشاركة سموحة محليًا منذ 2008 | تاريخ مشاركة سموحة محليًا منذ 2008 |
| موسم                              | المسابقة                          | المركز                            | كأس مصر                           |
| --------------------------------- | --------------------------------- | --------------------------------- | --------------------------------- |
| 2008–2009                         | الدرجة الثانية                    | 2                                 | التمهيدي                          |
| 2009–2010                         | الدرجة الثانية                    | 1                                 | التمهيدي                          |
| 2010–2011                         | الدوري الممتاز                    | 15                                | لم يُلعب                           |
| 2011–2012                         | الدوري الممتاز                    | لم يستكمل                         | دور ال16                          |
| 2012–2013                         | الدوري الممتاز                    | لم يستكمل                         | دور ال32                          |
| 2013–2014                         | الدوري الممتاز                    | 2                                 | الوصيف                            |
| 2014–2015                         | الدوري الممتاز                    | 10                                | نصف النهائي                       |
| 2015–2016                         | الدوري الممتاز                    | 3                                 | ربع النهائي                       |
| 2016–2017                         | الدوري الممتاز                    | 5                                 | نصف النهائي                       |
| 2017–2018                         | الدوري الممتاز                    | 5                                 | الوصيف                            |
| 2018–2019                         | الدوري الممتاز                    | 12                                | دور ال16                          |
| 2019–2020                         | الدوري الممتاز                    | 5                                 | دور ال16                          |
| 2020–2021                         | الدوري الممتاز                    | 4                                 | دور ال16                          |

### المشاركة في البطولات الإفريقية
| الموسم | المسابقة           | الجولة     | البلد                       | النادي          | داخل الديار | خارج الديار | مجموع المباراتين |
| ------ | ------------------ | ---------- | --------------------------- | --------------- | ----------- | ----------- | ---------------- |
| 2015   | دوري أبطال أفريقيا | التمهيدي   | ليبيا                       | أهلي اطرابلس    | 1–0         | 0–1         | 1–1 (5–3 ر.ج.ت)  |
| 2015   | دوري أبطال أفريقيا | 1          | نيجيريا                     | إنييمبا         | 2–0         | 0–1         | 2–1              |
| 2015   | دوري أبطال أفريقيا | 2          | جمهورية الكونغو             | إيه سي ليوباردز | 2–0         | 0–1         | 2–1              |
| 2015   | دوري أبطال أفريقيا | المجموعة 1 | المغرب                      | المغرب التطواني | 3–2         | 1–2         | المركز الرابع    |
| 2015   | دوري أبطال أفريقيا | المجموعة 1 | السودان                     | الهلال          | 1–1         | 0–2         | المركز الرابع    |
| 2015   | دوري أبطال أفريقيا | المجموعة 1 | جمهورية الكونغو الديمقراطية | تي بي مازيمبي   | 0–2         | 0–1         | المركز الرابع    |

### الدوري المصري
| م | الفريق       | لعب | ف  | ت  | خ  | أ.له | أ.ع | أ.ف | نقاط | التأهل أو الهبوط           |
| - | ------------ | --- | -- | -- | -- | ---- | --- | --- | ---- | -------------------------- |
| 5 | فيوتشر       | 34  | 16 | 8  | 10 | 49   | 34  | +15 | 56   | تأهل إلى كأس الكونفيدرالية |
| 6 | سموحة        | 34  | 11 | 14 | 9  | 44   | 45  | −1  | 47   |                            |
| 7 | البنك الأهلي | 34  | 11 | 13 | 10 | 41   | 41  | 0   | 46   |                            |

## قائمة اللاعبين
أخر تحديث 25 أكتوبر 2022

ملاحظة: تشير الأعلام إلى المنتخب الوطني على النحو المحدد في قواعد الأهلية للفيفا. قد يحمل اللاعبون أكثر من جنسية واحدة غير تابعة للفيفا.
| الرقم | البلد       | المركز | اللاعب                |
| ----- | ----------- | ------ | --------------------- |
| 1     | مصر         | حارس   | الهاني سليمان         |
| 2     | مصر         | مدافع  | خالد عبد الفتاح       |
| 3     | دولة فلسطين | وسط    | محمد باسم رشيد        |
| 5     | مصر         | مدافع  | أحمد حكم              |
| 6     | مصر         | مدافع  | محمود شبانة           |
| 7     | غينيا       | مهاجم  | أليا سيلا             |
| 8     | نيجيريا     | وسط    | صديق أويجولا          |
| 10    | مصر         | مهاجم  | محمد نادي             |
| 11    | مصر         | مهاجم  | شريف رضا              |
| 13    | مصر         | مدافع  | بهاء مجدي             |
| 13    | مصر         | مدافع  | أحمد عبد العزيز       |
| 14    | مصر         | مهاجم  | أحمد مصطفى السيد طاهر |
| 16    | مصر         | حارس   | أحمد السعدني          |
| 17    | مصر         | وسط    | محمود عبد الحليم      |
| 18    | مصر         | وسط    | حسام حسن              |
| 19    | تونس        | وسط    | مالك بعيو             |
| 20    | مصر         | مدافع  | أحمد جمال             |
| 21    | مصر         | حارس   | عمر صلاح              |
| 24    | مصر         | وسط    | أحمد شوشة             |

| الرقم | البلد   | المركز | اللاعب                 |
| ----- | ------- | ------ | ---------------------- |
| 26    | مصر     | وسط    | مهاب أشرف              |
| 27    | غانا    | مهاجم  | بنيامين برنارد بواتينج |
| 28    | مصر     | وسط    | علي الملواني           |
| 31    | مصر     | مدافع  | فارس مجاهد             |
| 32    | مصر     | مهاجم  | حسين فيصل              |
| 33    | مصر     | حارس   | حسين تيمور             |
| 34    | هولندا  | وسط    | رضا البرجيجي           |
| 35    | مصر     | مدافع  | ممدوح عبد ربة          |
| 37    | مصر     | وسط    | إبراهيم عوض            |
| 38    | مصر     | وسط    | محمد سعيد              |
| 39    | مصر     | حارس   | محمد اشرف يوسف         |
| 55    | مصر     | وسط    | الصباحي عماد           |
|       | مصر     | وسط    | أحمد حسين              |
|       | قطر     | مدافع  | أحمد عبدالحي عيسى      |
|       | مصر     | مدافع  | أحمد عبدالرسول         |
|       | نيجيريا | مهاجم  | جونيور أجاي            |
|       | مصر     | مهاجم  | محمد عصام              |
|       | مصر     | مدافع  | محمود الملك            |

تحت السن

ملاحظة: تشير الأعلام إلى المنتخب الوطني على النحو المحدد في قواعد الأهلية للفيفا. قد يحمل اللاعبون أكثر من جنسية واحدة غير تابعة للفيفا.
| الرقم | البلد   | المركز | اللاعب        |
| ----- | ------- | ------ | ------------- |
| 27    | نيجيريا | مهاجم  | أبو بكر ليادي |
| 36    | بنين    | وسط    | دوكو دودو     |
| 44    | مصر     | وسط    | علي زكي       |

## الفروع
- الفرع الرئيسي بمنطقة سموحة بمدينة الإسكندرية.
- الفرع الثاني بالحي الرابع بمدينة برج العرب الجديدة على مساحة 200 فدان.[31]

## وصلات خارجية
- صفحة نادي سموحة على موقع ترانسفير ماركت
- صفحة نادي سموحة على موقع كووورة
- صفحة نادي سموحة على موقع فيلجول